# Anemontulpan
Anemontulpan, Tulipa praestans Hoog är en art i familjen liljeväxter. Den förekommer i Centralasien. Utmärkande för denna art är att den kan ha ända upp till 5 blommor på en stjälk. Det är ovanligt för tulpaner. I handeln finns flera förädlade sorter.
Blir ca 30 cm hög. I Sverige härdig i odlingszon I—VI, i skyddade lägen även zon VII.

## Bilder

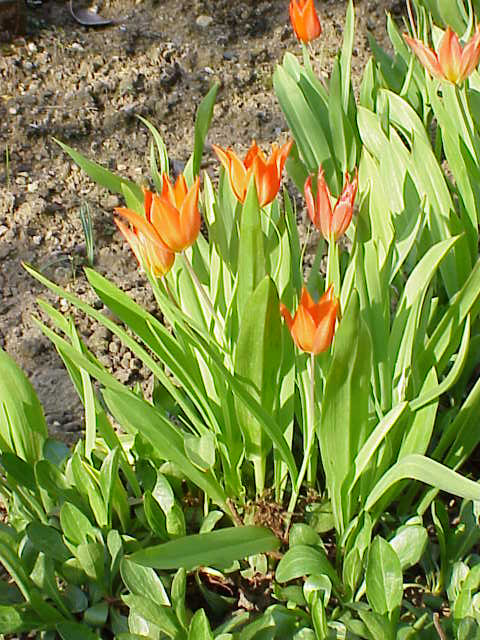
Habitat
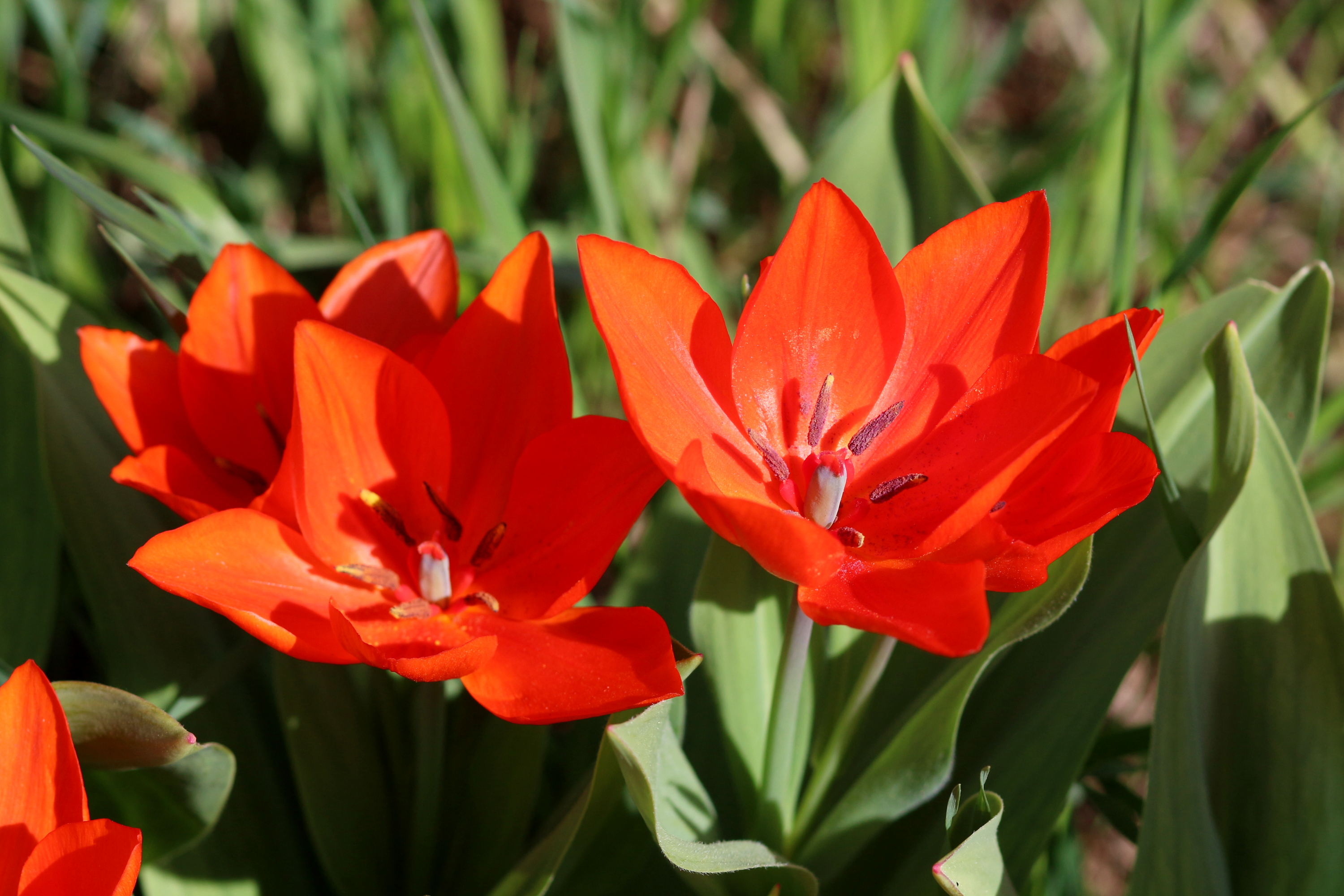
'Fusilier'
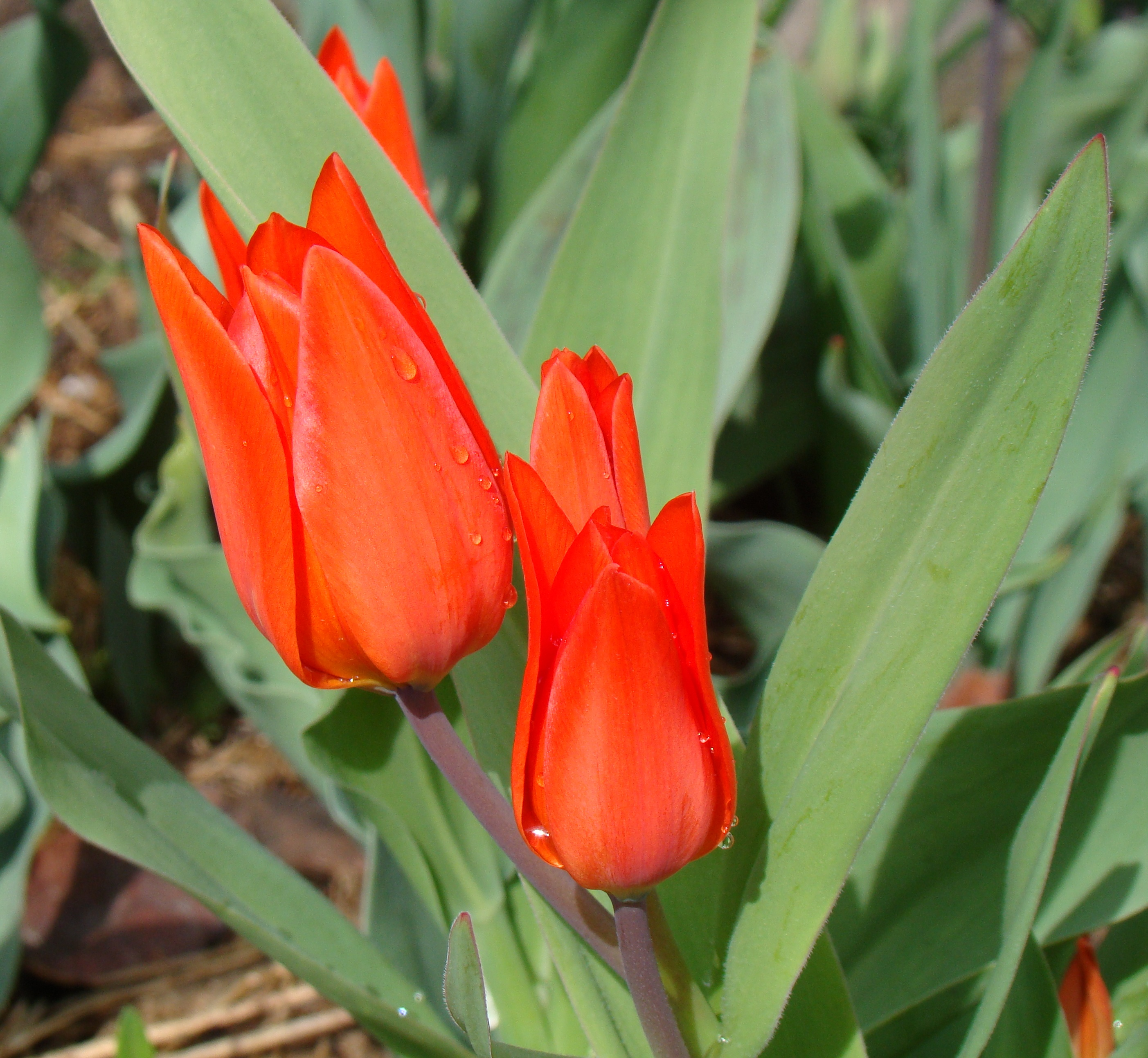
'van Tubergen’s variety'

## Källa
- Ernst Loménius, Ingvar Nordin: Blomsterfägring i trädgården, Pedagogisk Information AB, Värnamo 1997. ISBN 91-86404-18-0